# Королевские гуркхские стрелки
Королевские гуркхские стрелки (англ. The Royal Gurkha Rifles, сокращённо RGR) — британский стрелковый полк, состоящий из гуркхов — этнических непальцев. Является непосредственной частью Гуркхской бригады. С 1994 года является единственным гуркхским подразделением Британской армии после объединения 2-го, 6-го, 7-го и 10-го королевских гуркхских стрелковых полков. Королевские гуркхские стрелки и их предшественники считаются одними из лучших воинов в мире благодаря своим способностям вести боевые действия в любом климате, а их парадная форма является одной из лучших в мире. В июле 1997 года гуркхи даже несли службу в Букингемском дворце.
Обычно гуркхами командовали представители различных стран содружества, однако в декабре 1995 года 1-й батальон возглавил этнический непалец, подполковник Биджайкумар Рават, который выводил подразделение из Гонконга незадолго до перехода города под управление КНР, а также принимал батальон в Гэмпшире в Чёрч-Крукэм. По статусу полк гуркхских стрелков находится ниже Парашютного полка Великобритании и выше британских Стрелков.

## Структура
- 1-й батальон, создан на основе 1-го батальона 2-го личного Эдуарда VII гуркхского стрелкового полка и 1-го батальона 6-го личного королевы Елизаветы гуркхского стрелкового полка.
- 2-й батальон, создан на основе 1-го батальона 7-го личного герцога Эдинбургского гуркхского стрелкового полка.
- 3-й батальон, существовал с 1994 по 1996 годы, создан на основе 1-го батальона 10-го личного принцессы Марии гуркхского стрелкового полка, позднее объединён со 2-м батальоном.

Оба батальона классифицируются как легкопехотные батальоны и не оснащены никаким транспортом. 1-й батальон располагается на базе Шорнклифф (близ Фолкстоуна в Кенте) как часть 52-й пехотной бригады, способен прибыть быстро в любую точку Европы и Азии. 2-й батальон базируется в составе британского гарнизона в Брунее как часть британского контингента в Азии. Каждые три года батальоны меняются базами, что будет происходить до 2020 года. 2-й батальон неоднократно прибывал в Афганистан, ведя там боевые операции против террористов.

## Известные военнослужащие
Капрал Дип Прасад Пун из 1-го батальона был награждён Крестом за выдающуюся службу благодаря проявленной храбрости в бою с талибами: он в одиночку защищал свой пост от отряда талибов численностью в 12-30 человек. Из своего стрелкового оружия он выпустил 400 пуль, бросил 17 гранат и заложил одну мину. В рукопашном бою Пун отбивался треножником от пулемёта после того, как у него закончились патроны.

## Дружественные подразделения
- Личные Его Величества канадские стрелки